# Glacioeustatismo
El glacioeustatismo es la variación global del nivel del mar debida al aumento o disminución del volumen total de agua alojada en los océanos en función de la formación o fusión  del hielo acumulado en los continentes.
Los mares y los glaciares son dos eslabones de la cadena que constituye el ciclo hidrológico, en el curso del cual el agua que se evapora en los océanos cae en forma de precipitaciones sobre los continentes y es devuelta a los mares por la escorrentía. Si un periodo muy frío acumula y retiene en los continentes enormes volúmenes de agua congelada, como ocurre durante una glaciación, los mares experimentan un déficit que se traduce en un descenso en su nivel. Inversamente, el recalentamiento general de los periodos postglaciales, tiene como consecuencia la fusión y retroceso de los glaciares (desglaciaciones) y el retorno a los mares de unos volúmenes de agua que hacen subir su nivel. En ambos casos las masas de agua ya retenidas y restituidas son lo bastante grandes como para modificar sensiblemente el perfil de las costas. Actualmente, a pesar de hallarnos en un periodo interglacial de clima templado, la fusión del hielo de los inlandsis y glaciares de montaña elevaría el nivel general de los mares entre 10 y 20 m, habida cuenta de la compensación isostática, ya que los continentes, al ser aligerados por la pérdida del peso del hielo fundido, se elevarían ligeramente respecto al sima en el cual flotan.
La existencia de vestigios de antiguos niveles marinos situados a 30 m por encima del nivel actual indica que esa era la altura alcanzada por los mares durante el periodo interglacial de Mindel-Riss, el más largo y cálido de los de la era cuaternaria. Recíprocamente, a la máxima extensión de los glaciares cuaternarios ha debido corresponder un descenso del nivel de los océanos del orden de 100 metros.